# مایکل شهباز
 مایکل شهباز (انگلیسی: Michael Shabaz؛ زاده ۲۰ اوت ۱۹۸۷) یک تنیس‌باز اهل ایالات متحده آمریکا است.